# Roccaspinalveti
Roccaspinalveti è un comune italiano di 1 140 abitanti della provincia di Chieti in Abruzzo. Fa parte della Comunità montana Medio Vastese.

## Geografia fisica

### Territorio
Centro agricolo-pastorale situato nel subappennino di Castiglione, nell'alta valle del fiume Sinello.

## Storia
L'odierno abitato risale al XIX secolo quando l'antico abitato citato nel XVIII secolo come Rocca Spina Oliveta ed in seguito come Roccavecchia fu evacuato per via di frane e ricostruito più a valle con cardi e decumani in stile ottocentesco. Del vecchio abitato si possono riconoscere l'antico palazzo feudale, la chiesa ed alcune case. Ipotesi non verificate vogliono il paese fondato da genti sabelliche, centro poi fortificato durante l'incastellamento medievale.

### Simboli
Nello stemma comunale, concesso con decreto del presidente della Repubblica del 21 luglio 1972, è raffigurato un palmizio fra le lettere R e S, iniziali dei due elementi che costituiscono il toponimo.
Il gonfalone è un drappo troncato di verde e di bianco.

## Monumenti e luoghi d'interesse

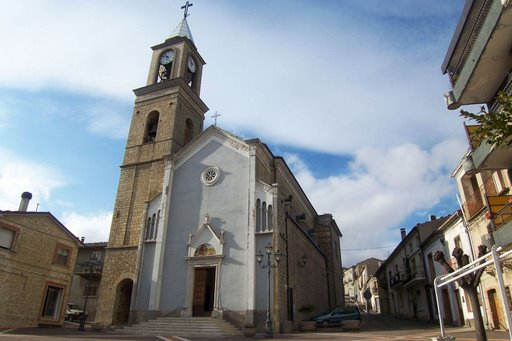
La chiesa di San Michele Arcangelo
È sita in piazza Roma, in località Aia Bruna. La chiesa risale al 1850 quando fu costruita sopra la precedente cappella di San Michele. Della struttura originaria rimane il campanile terminato agli inizi del XX secolo. L'interno è a navata unica con volta a botte con lunette e falsa cupola. Sopra l'ingresso principale vi è una cantoria sorretta da due pilastri con un organo del XVII secolo di cui le canne sono infilate nel cornicione attraverso i capitelli.
Il borgo medievale
È sito su una cima del Monte Trimonte (1150 m). Allo stato attuale è ridotto a rudere. Come Castelfraiano controlla gli accessi dei fiumi limitrofi e da lontano domina le valli del Trigno e del Sangro. Risulta tuttavia vulnerabile dagli attacchi dall'alto perché sito a mezza costa. Alcune case-mura presentano un accesso tortuoso a chi vuole penetrare. Vi sono due porte urbane: La Porta a Capo e la Porta a Piedi.
I resti della chiesa di San Pietro
È sita in località Rocca. Attualmente versa in un mediocre stato di conservazione. La prima notizia è del 1050 quando viene citata in un atto di donazione di un certo Bruno come rendita dell'abbazia della Santissima Trinità. Dal 1386 è sottoposta alla chiesa di Santa Vittoria. Nel 1568 durante una visita pastorale di Giovanni Oliva, arcivescovo e conte di Chieti, la chiesa era un rudere. Nel XVIII secolo la chiesa di Santa Vittoria e Nicola reggeva la rettoria della chiesa di San Pietro. Attualmente della chiesa si conservano i muri perimetrali che emergono dalle macerie dei crolli. È visibile la pianta rettangolare di circa sette metri per dodici. I muri di spessore non omogeneo è realizzato in pietra calcarea appena smussata di circa 100–120 cm. mentre l'altezza dei muri che rimangono in piedi varia da un metro ad un metro e mezzo. Nella chiesa si possono ammirare degli stipiti di quello che doveva essere il portale d'ingresso sito nel lato est dell'edificio il quale è lungo circa un metro e settanta. Nell'interno dell'unica navata, secondo dicerie degli anziani del paese, è ancora presente il pavimento.
Altri monumenti
Vi sono alcuni piccoli palazzi in pietra del XIX secolo, la Fontana del Trocco e alcuni resti di architettura rurale-pastorale.

## Società

### Evoluzione demografica
Abitanti censiti

### Tradizioni e folclore
Feste religiose
L'11 luglio si festeggia la festa patronale dedicata a san Pio, mentre il sedici gennaio, vigilia della ricorrenza della festività di Sant'Antonio abate, si celebra per le vie del paese la ricorrenza poplare detta ''lu sand'Andonie'', con gruppi di persone che suonano strumenti tipici della tradizione narrando episodi relativi al culto del santo.

## Geografia antropica

### Frazioni
Acquaviva, Bisceglie, Chiuse, Fatticce, Fonte Santa Maria, Olmi, Pontone, Quercialtieri, Salconeto, San Cristoforo, Santa Giusta, Serre, Tesoro, Vallocchie, Vigna Monaci.
Le frazioni di Santa Giusta e Serre sorgono a nord del capoluogo, sul versante sinistro della valle del fiume Sinello. Le frazioni di Olmi e San Cristoforo si trovano rispettivamente a sudest e nordest, nel bacino del fiume Treste.

## Economia
I maggiori redditi provengono dall'allevamento (ovino, bovino e suino) e dal commercio del bestiame e dei prodotti zootecnici.
L'agricoltura dà patate, frumento e uve da vino. Vi operano un caseificio sociale e varie aziende per la produzione di prosciutti e insaccati.

## Amministrazione
| Periodo        | Periodo        | Primo cittadino | Partito                                                              | Carica  | Note          |
| -------------- | -------------- | --------------- | -------------------------------------------------------------------- | ------- | ------------- |
| 23 aprile 1995 | 13 giugno 1999 | Remo Carilli    | Lista Civica di Centro-sinistra                                      | Sindaco | [ 12 ]        |
| 14 giugno 1999 | 7 giugno 2009  | Claudio Bruno   | Lista Civica di Centro-sinistra (1999-2004) Lista Civica (2004-2009) | Sindaco | [ 13 ] [ 14 ] |
| 8 giugno 2009  | 25 maggio 2019 | Franco Paglione | Lista Civica Unione Democratica Popolare                             | Sindaco | [ 15 ]        |
| 26 maggio 2019 | in carica      | Claudia Fiore   | Lista Civica Roccaspinalveti nel Cuore                               | Sindaco | [ 1 ]         |

## Sport

### Calcio
Il paese ospita una squadra di calcio, l'A.S.D. Roccaspinalveti che milita nel girone B abruzzese di 1ª Categoria. È nata nel 1978.